# ホチキス (ゲーム)
『ホチキス』（HOTCHKISS）は、2012年2月24日に戯画から発売された18禁恋愛アドベンチャーゲームである。英語の副題は"Hold me, and snatch my kiss."
2012年12月14日に通常版が発売された。2017年12月22日から2018年1月31日の間、低価格になった期間限定生産版が発売された。2020年6月26日には、本作と『キスベル』『キスアト』を収録した『キストリロジー』が発売された。
2012年9月3日にはGREE版、10月2日にはMobage版、12月7日にはmixi版（モバイル・スマートフォン用）、2014年4月25日にはにじよめ版が公開された。
家庭用ゲーム機向けとして、テイジイエル企画より2013年8月29日にPlayStation Vita版が発売。また、フルHD化したバージョンとしてエンターグラムより2020年8月27日にPlayStation 4版が、2022年3月31日にNintendo Switch版が発売された。PlayStation 4版とNintendo Switch版では『キストリロジー』も同時発売。

## 概要
（出典：）
スタッフインタビューによれば、ヒロインとの「イチャラブ感」を表現するため「抱きしめる」を作品のキーワードとし、ヒロインとの距離感をシチュエーションや画面の使い方にこだわって表現している。ヒロインは「身近にいそうな女の子」という狙いから、戯画作品に多い「金髪ツインテール」といった非現実的な要素は外し、髪は黒を基調とした暗色系とした。作品舞台は神戸市東灘区をモデルにしている。

## ストーリー
（出典：）
垣楠学園に通う元山茂は、学園内で様々の品物を販売する露店「互助研」の事を知り、ある秋の日に学園のアイドルである芦川ゆきのが互助研で販売する姿を見かけ、そのたどたどしい接客につい手を貸した茂はそれ以降もゆきのの手伝いをする事となる。それから学園祭が近くなったある日、ゆきのからかつて学園の人気商品だった「縁結びのホチキス」を手渡され、部員のいない互助研が来年廃部になる事を聞く。互助研を廃部にしたくないというゆきのの気持ちを聞いた茂は、互助研を立て直すために奔走する事となった。

## 登場人物
（出典：）

### 主要人物
元山 茂（もとやま しげる）
7月29日生まれ
本作の主人公。二年生。学力体力共に平均だが話術に長け、人当たりの良い性格とその話術で周囲に好かれている。
ある日、三咲から互助研の噂を聞き、興味本位で販売場所に行ったところ、接客に手こずっていたゆきのを見かけ、見るに耐えかねて代わりに接客し、その話術のおかげで好評に品物が売れ、それ以降はゆきのの頼みで助っ人として互助研の活動に協力した。そんなある日、ゆきのから縁結びのホチキスと互助研廃部の話を聞き、互助研を立て直す事に協力する事にした。
母親は父親の暑苦しい性格に耐えかねて別居、現在は父親と同居しており、家事全般を受け持っている。
芦川 ゆきの（あしかわ ゆきの）
声：小倉結衣
T164/B86(D)/W56/H85 9月28日生まれ
三年生。均整のとれたプロポーションとその美貌から、学園のアイドル的存在として有名。そのため今まで幾多の男性から告白を受けているが、天然すぎる性格と、恋というものに興味がないため断っている。茂とは中学時代に図書委員で先輩後輩としての付き合いがあり、男性の中で最も話しやすい相手として見ている。
生徒会に所属している傍ら、かすみが会長として勤めていた互助研が廃部で無くなるのに耐えかねて、代わりに露店販売して存続させようとしたが、接客能力が破滅的に駄目で途方に暮れていたのを茂に助けてもらい、その後も彼に手伝ってもらう内に信頼を寄せるようになり、互助研の存続に手を貸してくれる様頼んだ。
春日野 三咲（はるひの みさき）
声：あじ秋刀魚
T160/B83(C)/W55/H88 10月21日生まれ
二年生。茂のクラスメイト。茂を「元やん」「茂（しげ）たん」と呼ぶ。そのフレンドリーで魅力的な性格から男女問わず人気が高いが、周囲の男たちは「もうすでに彼氏がいるに違いない」と勝手な先入観を持ち、何かとすぐに手や足が出る癖があり、誰も告白した事がない。本人はそんな悪い癖を直そうと努力しているが、なかなか直らなくて苦労してる。
とあるテストの際に偶然互助研で購入した「虎の巻」のおかげで乗り切った事がきっかけで互助研に興味を持ち、茂に互助研の事を教えた。
住吉 奈々（すみよし なな）
声：雪都さお梨
T142/B77(AA)/W52/H79  10月9日生まれ
一年生。茂とはマンションの隣に住んでいる幼馴染。茂にとっては妹のような存在で、ほぼ毎朝寝坊している奈々を起こしに行くほどの仲。茂の事を「茂（しげ）」と呼んでいる。しずくのクラスメイトで購買部所属。背が低く整った顔立ちから、周囲から可愛いと人気があるが、クールかつドライな性格の持ち主で、本人は背が低い事を気にしている。
御影 しずく（みかげ しずく）
声：倉田まりや
T154/B90(F)/W58/H81  8月13日生まれ
一年生。奈々のクラスメイトで放送部所属。奈々とは親友の仲で、上がり症の内向的な性格の持ち主。特に異性への会話が苦手で、休日のショッピングなどにはしょっちゅう奈々と同行するほど。過去のとある出来事を後悔し、そんな自分を変えようと放送部に入部して時々放送を担当するが、なかなか上がり症が改善されていなく時々部長の青樹に注意される。可愛い容姿に巨乳な事から男子生徒の人気が高く、時々告白を受けるが、その度にパニックを起こし所持している防犯ブザーを鳴らしまくって断っている。

### その他人物
塚口 麻耶（つかぐち まや）
声：田中理々
二年生。茂のクラスメイトにして幼馴染。整った顔立ちをしているが性格は多少キツく、時々平気で容赦ない突っ込みを入れる事がある。戒は彼女を気に入っており、時々茂の嫁になってくれないかと無茶を言う。最近習い事をはじめたらしく、どの様な習い事かは謎。
中津 幸太郎（なかつ こうたろう）
声：夏村伊介
二年生。茂のクラスメイトにして、幼馴染兼親友。二枚目で学年成績トップの秀才で、黙っていれば女にモテるが、時々言動に変態要素が混じっているため、仲間内からは「仮面紳士」と呼ばれ、女性からも引かれている。妹モノのエロゲーをこよなく愛するほどの妹スキーで、そのため背が低く如何にも妹な奈々に好意を持ち、何かとアプローチをかけているが、結局空回りに終わってしまう。
園田 かすみ（そのだ かすみ）
声：湖月紅れ葉
三年生。学園成績トップの才女として有名で、ゆきのの親友で購買部部長にして互助研現会長。部員が自分しかいない互助研の廃部には無念に思いつつも、これも時代の流れで仕方ないとあきらめており、会長の義務だからと自ら幕を下ろそうとしている。
深江 南（ふかえ みなみ）
声：藤乃理香
茂のクラスの担任女教師。みんなから「南ちゃん」と呼ばれているが、彼女自身は「深江先生」と呼んでもらいたい。
住吉 美代（すみよし みよ）
声：藤乃理香
奈々の母親。奈々がそのまま年をとった容姿をしている。自愛溢れる温かみのある女性で、茂は幼少の頃から何かとお世話になっているので彼女には頭が上がらなく、敬愛を込めて「奈々ママ」と呼んでいる。
元山 戒（もとやま えびす）
声：屑星宇宙男
茂の父親で、マンション一階の造園店「Maple」を経営している。昔気質の頑固者で、人情厚い性格。そのため周囲の人望を集めており、町内会会長も勤めている。映画「漢は辛いよ」の狂信的なファンで、茂が生まれる前から現在に至るまでグッズを集めるほど。主人公・虎さんを「老師（ラオシー）」と崇め、茂に虎さんのような男になってもらおうと全シリーズを100回以上無理矢理観せるなど英才教育を施そうとしている。しかし流石に妻（茂の母）はその拷問のような行為に付いてこれず呆れ返り、戒と別居した。垣楠学園OB。
青樹 大和（あおき やまと）
声：屑星宇宙男
三年生。放送部部長。顔は良い方だが、言動が事務的で普段は周囲からあまり良い印象を持たれていない。よく校内放送で「DJ青樹」としてしずくとコンビで放送しており、ノリのいい放送で人気がある。時々放送で失敗するしずくを、度々注意している。

## 用語
（出典：）
垣楠学園（こうなんがくえん）
茂たちが通う高校。30年の歴史を持ち進学率が高い。自由な校風を持ち、社会勉強や実習訓練などを重んじているため、経済活動実習という名目で学生に購買部などの運営を任せている。
互助研（ごじょけん）
垣楠学園に存在する非公式の露店型部活で、正式名称「学園生活相互助研究会」。23年の歴史を持ち、現会長は園田かすみ。部員が品物の入ったトランクケースを持って垣楠学園内の特定の時間の決められた場所に登場し、トランク内の様々な品物を販売し、中には部員が考えた品物も販売する。そのオリジナル商品を楽しみにしている学生も居るが、その限られた時間と出現場所により生徒達からも認知度が少なく、乏しい売り上げと部員がかすみしかいないため、来年のかすみの卒業で部員が0になるため廃部になろうとしている。
縁結びのホチキス
互助研を代表する商品で、女の子がラブレターにホチキスで封をして意中の男性に渡すと恋が実るといったアイテム。恋の後押しをしてくれるアイテムとして、また成功率が非常に高い事から人気があったが、近年携帯電話の普及と共に手紙で告白する者が少なくなったため、忘れ去られようとしている。
漢は辛いよ（おとこはからいよ）
邦画で、主人公・虎さんが全国を露店で回りながら、行く先々で起きる人情物語。長期に渡りシリーズ化された人気映画で、戒をはじめとする狂信的なファンもいる。

## スタッフ
- キャラクターデザイン・原画：marui、みことあけみ
- シナリオ：原人、木場貴志
- ムービー：神月社（Mju:z）

## 主題歌
主題歌「恋のプロセス」
歌：Rita / 作詞：ayachi / 作編曲：菊田大介 (Elements Garden)
エンディングテーマ「恋する時間」
歌・作詞：yuiko / 作編曲：羽鳥風画

## 関連商品

### ファンディスク
『ホチキス ～Sweet Days～』
イベント限定で発売された。『キストリロジー』初回限定版に収録。

### 書籍
原人『ホチキス』一二三書房〈桜ノ杜ぶんこ〉、2013年2月5日。ISBN 978-4-89199-102-9。
カバー挿画：みことあけみ、本文挿絵：希望つばめ、小説オリジナルストーリー